# جایزه بزرگ فرانسه ۱۹۶۳
جایزه بزرگ فرانسه ۱۹۶۳ (انگلیسی: ‎1963 French Grand Prix‎) یک مسابقهٔ موتوری در رشتهٔ اتومبیل‌رانی فرمول یک بود که در تاریخ ۳۰ ژوئن ۱۹۶۳ در پیست رنس واقع در رنس، فرانسه برگزار شد. این گراند پری در میان ۱۰ گراند پری در فصل ۱۹۶۳، مسابقهٔ شمارهٔ ۴ بود.
در این مسابقه که در ۵۳ دور و به مسافت ۴۴۰٫۰۰۶ کیلومتر (۲۷۳٫۴۰۷ مایل) برگزار شد، پول پوزیشن توسط جیم کلارک کسب شد و سریع‌ترین زمان برای طی یک دور پیست که برابر با ۲:۲۱٫۶ بود نیز توسط جیم کلارک به ثبت رسید.
جیم کلارک از تیم لوتوس-کلیمکس، تونی مگز از تیم کوپر-کلیمکس و گراهام هیل از تیم بی‌آرام به‌ترتیب مقام‌های اول تا سوم مسابقه را کسب کردند.

## رده‌بندی قهرمانی پس از مسابقه
|       | جایگاه | راننده      | امتیاز |
| ----- | ------ | ----------- | ------ |
|       | ۱      | جیم کلارک   | ۲۷     |
| ۲     | ۲      | دن گرنی     | ۱۲     |
| ۱     | ۳      | ریچی گینتر  | ۱۱     |
| ۱     | ۴      | بروس مک‌لارن | ۱۰     |
|       | ۵      | گراهام هیل  | ۹      |
| منبع: |        |             |        |

|       | جایگاه | سازنده        | امتیاز |
| ----- | ------ | ------------- | ------ |
|       | ۱      | لوتوس-کلیمکس  | ۲۸     |
| ۱     | ۲      | کوپر-کلیمکس   | ۱۶     |
| ۱     | ۳      | بی‌آرام        | ۱۴     |
|       | ۴      | برابام-کلیمکس | ۱۳     |
|       | ۵      | فراری         | ۷      |
| منبع: |        |               |        |

یادداشت
- تنها پنج جایگاه نخست از هر رده‌بندی نمایش داده شده‌است.